# Crash Test Dummies
Crash Test Dummies (česky doslovně: figuríny nárazového testu) je kanadská hudební skupina z Winnipegu, hrající na pomezí folkrocku a alternativního rocku, jejímž největším hitem se stal singl z roku 1993 „Mmm Mmm Mmm Mmm“.
Skupina je spojena s kytaristou a zpěvákem Bradem Robertsem a jeho charakteristickým basbarytonem. V době největšího rozmachu kapelu vedle Robertse tvořili jeho bratr baskytarista Dan Roberts, klávesistka a zpěvačka Ellen Reidová, harmonikář a mandolinista Benjamin Darvill a bubeník a perkusonista Mitch Dorge.
K roku 2011 se na albech pravidelně objevovali pouze Brad Roberts a Ellen Reidová, ostatní členové založili vlastní hudební projekty. Skupina se až na Bena Darvilla znovuspojila v rámci říjnového koncertu 2010.

## Členové
Současní členové
- Brad Roberts – sólový zpěv, kytara (od roku 1988)
- Ellen Reidová – zpěv, klávesy (od roku 1988)

Bývalí členové
- Dan Roberts – baskytara (1988–2004, 2010)
- Benjamin Darvill – harmonika, mandolína (1988–2000)
- Mitch Dorge – bicí (1991–2002, 2010)
- Vince Lambert – bicí (1988–1991)
- Curtis Riddell – bicí (1988)
- George West – baskytara (1988)

Členové jako hosté na turné
- Stuart Cameron – kytara, sbor (od roku 2001)
- Murray Pulver – kytara, sbor (1996–2000, od roku 2010)
- James Reid – kytara, sbor (2010)
- Kiva – klávesy (1993–1995)
- Ray Coburn – klávesy (1999–2000)

## Nominace a ocenění

### Ceny Grammy
Grammy Awards jsou americké hudební ceny každoročně udělované národní akademií nahrávacího umění a věd (National Academy of Recording Arts and Sciences). Crash Test Dummies v rámci nich obdržely tři nominace.
| Rok  | Umělec/nahrávka       | Kategorie                                 | Výsledek |
| ---- | --------------------- | ----------------------------------------- | -------- |
| 1995 | Crash Test Dummies    | objev roku                                | nominace |
| 1995 | Mmm Mmm Mmm Mmm       | nejlepší vystoupení dua či pěvecké kapely | nominace |
| 1995 | God Shuffled His Feet | nejlepší album alternativní hudby         | nominace |

### Ceny Juno
Juno Awards jsou kanadské hudební ceny udělované každoročně kanadskou akademií nahrávacího umění a věd (Canadian Academy of Recording Arts and Sciences). V roce 1992 Crash Test Dummies obdržely cenu pro skupinu roku, celkově pak deset dalších nominací.
| Rok  | Umělec/nahrávka                                           | Kategorie          | Výsledek  |
| ---- | --------------------------------------------------------- | ------------------ | --------- |
| 1992 | Crash Test Dummies                                        | skupina roku       | vítězství |
| 1992 | The Ghosts That Haunt Me                                  | nejlepší album     | nominace  |
| 1992 | Kevin Mutch, The Ghosts That Haunt Me                     | nejlepší obal alba | nominace  |
| 1992 | Dale Heslip, Superman's Song                              | nejlepší videoklip | nominace  |
| 1994 | Kevin Mutch, God Shuffled His Feet                        | nejlepší obal alba | nominace  |
| 1994 | Dale Heslip, Mmm Mmm Mmm Mmm                              | nejlepší videoklip | nominace  |
| 1995 | Crash Test Dummies                                        | hudebník roku      | nominace  |
| 1995 | Crash Test Dummies                                        | skupina roku       | nominace  |
| 1995 | Mmm Mmm Mmm Mmm                                           | singl roku         | nominace  |
| 1996 | Tim Hamilton, The Ballad of Peter Pumpkinhead             | nejlepší videoklip | nominace  |
| 2000 | Greg Wells, Keep A Lid On Things a Get You in the Morning | nejlepší producent | nominace  |

## Diskografie
- The Ghosts that Haunt Me (1991)
- God Shuffled His Feet (1993)
- A Worm's Life (1996)
- Give Yourself a Hand (1999)
- I Don't Care That You Don't Mind (2001)
- Puss 'n' Boots (2003)
- Songs of the Unforgiven (2004)
- Oooh La La! (2010)